# قطعة مستقيمة

التعريف الهندسي للقطعة المستقيمة

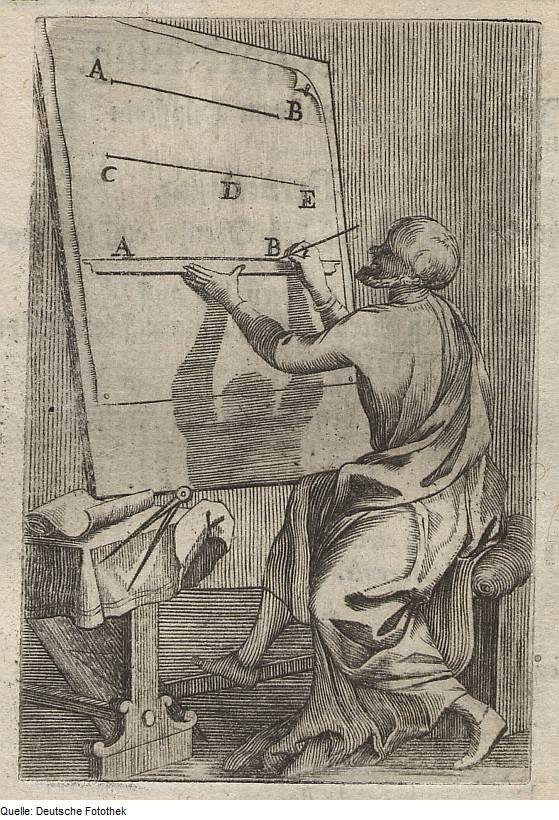
رسم تاريخي يعود تاريخه إلي عام 1699

في الهندسة الرياضية، القطعة المستقيمة أو الضلع (بالإنجليزية: Line segment) هو جزءٌ من خطٍّ مُستقيمٍ محددٌ بنقطتين تُسمَّيانِ «طرفا الضلع» أو «نقطتا نهاية الضلع» (بالإنجليزية: Endpoints). يضم الضلع جميع النقاط الواقعة على المستقيم بين طرفيه وتُصنَّفُ القطعة المستقيمة على أنَّها مجموعة غير فارغة متصلة.

## حالات خاصة
- عند وقوع طرفي ضلعٍ على منحنى، فإنه يُسمَّى وتراً.
- عند وقوعِ طرفي ضلعٍ على رأسَيْ مضلّعٍ غير متجاورَيْنِ، فإنه يسمى قطراً.
- أضلاع المستطيل والمربع من الأمثلة على القطع المستقيمة.

## التطابق
- خاصية الانعكاس للتماثل: AB=AB
- خاصية التماثل للتطابق: إذا كان AC=AB فإنَّ CD=AB
- خاصية التعدي للتطابق: إذا كانAB=CD,CD=EF فإنَّ AB=EF